# Paspalum mayanum
Paspalum mayanum är en gräsart som beskrevs av Mary Agnes Chase. Paspalum mayanum ingår i släktet tvillinghirser, och familjen gräs. Inga underarter finns listade i Catalogue of Life.